# Vittorio De Sisti
Vittorio De Sisti (* 23. November 1940 in Darna, Libyen; † 22. April 2006 in Rom) war ein italienischer Tontechniker und Filmregisseur.

## Leben
De Sisti wurde in Libyen geboren und arbeitete seit 1962 als Tontechniker beim Film. 1966 war er, nach Abschluss am Centro Sperimentale di Cinematografia, Regieassistent bei Marco Bellocchio und begann mit der Herstellung von Dokumentarfilmen. Mit dem 1968 eingeleiteten Wechsel in den Spielfilmbereich gab er seine Karriere als Tontechniker auf; als Regisseur gelangen ihm Erfolge wie Fiorina la vacca und Lezioni private.
1979 ging De Sisti zum Fernsehen, wo er eine stattliche Anzahl von Publikumserfolgen aufweisen konnte. Nur noch gelegentlich schuf er Kinowerke, so 1997 den anrührenden Volare! über den Kindertraum der 1950er Jahre, Pilot zu werden.
Seine Fernseh-Miniserie Casa Cecilia erhielt 1983 den „Premio Naxos“ für die beste Regie. Im neuen Jahrtausend hatte er mit zwei Fernsehserien, Orgoglio und Gente di mare, Erfolg.

## Filmografie (Auswahl)
- 1968: Inghilterra nuda
- 1975: Lezioni private
- 1978: Tutti Frutti – Rock'n'Roll (Rock'n Roll)
- 1983: Breakdance Sensation 1984 (Dance Music)
- 1997: Volare!